# Semana Santa

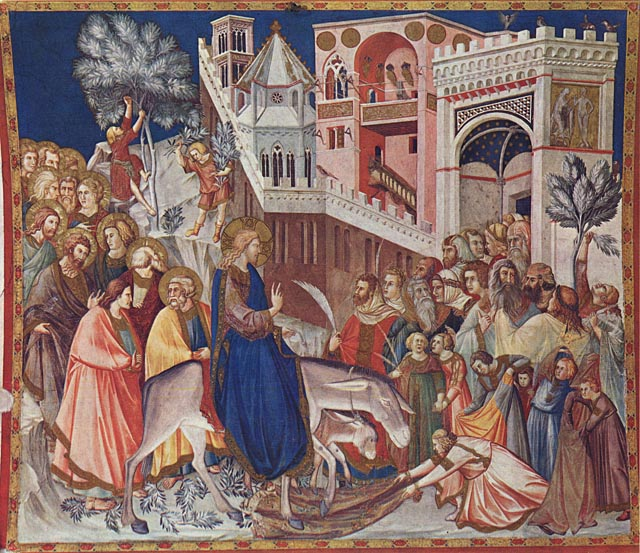
Entrada de Jesus em Jerusalém celebrada no Domingo de ramos.

A Semana Santa é uma tradição religiosa cristã que celebra a paixão, a morte e a ressurreição de Jesus. Ela se inicia no Domingo de Ramos, que relembra a entrada triunfal de Jesus em Jerusalém e termina com a ressurreição de Jesus, que ocorre no domingo de Páscoa.
● Semana Santa em 2025: 13 a 19 de abril.

## Os dias da Semana Santa

### Sábado de Lázaro
Apenas comemorado no cristianismo oriental.

### Domingo de Ramos
O Domingo de Ramos abre solenemente a Semana Santa, com a entrada triunfal de Jesus em Jerusalém.
Jesus é recebido em Jerusalém como um rei, mas os mesmos que o receberam com festa o condenaram à morte. Jesus é recebido com ramos de palmeiras. Nesse dia, são comuns procissões em que os fiéis levam consigo ramos de oliveira ou palmeira, o que originou o nome da celebração. Segundo o evangelho, Jesus foi para Jerusalém para celebrar a Páscoa Judaica com os discípulos e entrou na cidade como um rei, mas sentado num jumentinho - o simbolo da humildade - e foi aclamado pela população como o Messias, o rei de Israel. A multidão o aclamava: "Hosana ao Filho de Davi!" Isto aconteceu alguns dias antes da sua Paixão, Morte e Ressurreição. A Páscoa Cristã celebra então a Ressurreição de Jesus Cristo.

### Segunda-Feira Santa
É o segundo dia da Semana Santa, seguinte ao Domingo de Ramos, no qual se recorda a prisão de Jesus Cristo.

### Terça-Feira Santa
É o terceiro dia da Semana Santa, onde são celebradas as Sete dores de Nossa Senhora Virgem Maria. E muito comum também por ser o dia de penitência no qual os cristãos cumprem promessas de vários tipos ou o dia da memória do encontro de Jesus e Maria no caminho do Calvário.

### Quarta-Feira Santa
É o quarto dia da Semana Santa. Em algumas igrejas celebra-se neste dia a piedosa procissão do encontro de Nosso Senhor dos Passos e Nossa Senhora das Dores. Ainda há igrejas que neste dia celebram o Ofício das Trevas, lembrando que o mundo já está em trevas devido à proximidade da morte de Jesus.

### Quinta-Feira Santa
É o quinto dia da Semana Santa e, na manhã deste dia, nas catedrais das dioceses, o bispo se reúne com o seu clero para celebrar a Celebração do Crisma, na qual são abençoados os santos óleos que serão usados na administração dos sacramentos do Batismo, Ordenação de Padres e Bispos, Crisma e Unção dos Enfermos. 
Neste mesmo dia, à noite, são relembrados os três gestos de Jesus durante a Última Ceia: a Instituição da Eucaristia, o exemplo do Lava-pés, com a instituição de um novo mandamento (ou "ordenança") segundo algumas denominações cristãs, e a instituição do sacerdócio. É neste momento que Judas Iscariotes sai para entregar Jesus por trinta moedas de prata. E é nesta noite em que Jesus é preso, interrogado e, no amanhecer da sexta-feira, açoitado e condenado.
A igreja fica em vigília ao Santíssimo, relembrando os sofrimentos de Jesus, que tiveram início nesta noite. A igreja já se reveste de luto e tristeza, desnudando os altares (quando são retirados todos os enfeites, toalhas, flores e velas), tudo para simbolizar que Jesus já está preso e consciente do que vai acontecer.

### Sexta-Feira Santa ou Sexta-Feira da Paixão
É quando a Igreja recorda a morte de Jesus. É celebrada a Solene Ação Litúrgica, Paixão e a Adoração da Cruz. A recordação da morte de Jesus consiste em quatro momentos: A Liturgia da Palavra, Oração Universal, Adoração da Cruz e Rito da Comunhão. Presidida pelo presbítero ou bispo, os paramentos para a celebração são de cor vermelha.

### Sábado Santo
É o dia da espera. Os cristãos junto ao sepulcro de Jesus aguardam sua ressurreição. No final deste dia é celebrada a Solene Vigília Pascal, a mãe de todas as vigílias, como disse Santo Agostinho, que se inicia com a Bênção do Fogo Novo e também do Círio Pascal; proclama-se a Páscoa através do canto do Exultet e faz-se a leitura de 14 passagens da Bíblia (7 leituras e 7 salmos) percorrendo-se toda história da salvação, desde Adão até o relato dos primeiros cristãos. Entoa-se o Glória e o Aleluia, que foram omitidos durante todo o período quaresmal. Há também o batismo daqueles adultos que se prepararam durante toda a quaresma. A celebração se encerra com a Liturgia Eucarística, o ápice de todas as missas.

### Domingo de Páscoa
É o dia mais importante para a fé cristã, pois Jesus vence a morte, ressuscita e mostra o valor da vida. Esse dia é estendido por mais cinquenta dias até o Domingo de Pentecostes.

### Segunda-feira de Páscoa
O dia seguinte ao Domingo de Páscoa, comemorado pelas igrejas orientais e Ortodoxa. Considerada feriado em diversos países como na França e no Reino Unido.